# Dušan Marković
Dušan "Srbenda" Marković (en serbi: Душан Mapкoвић, 9 de març de 1906 - 29 de novembre de 1974) fou un futbolista serbi de la dècada de 1930.
Fou jugador de FK Vojvodina, BSK Belgrad i Grenoble. Fou internacional amb Iugoslàvia en 1 ocasió i participà en el Mundial de 1930.